# Liste des monuments historiques du 17e arrondissement de Paris

Cet article recense les monuments historiques du 17e arrondissement de Paris, en France.

## Liste
| Monument                                                                        | Adresse                                                                      | Coordonnées                      | Notice         | Protection | Date | Illustration                                                                    |
| ------------------------------------------------------------------------------- | ---------------------------------------------------------------------------- | -------------------------------- | -------------- | ---------- | ---- | ------------------------------------------------------------------------------- |
| Appartement de l'architecte Marcel Hennequet                                    | 100 boulevard Pereire                                                        | 48° 53′ 11″ nord, 2° 17′ 57″ est | « PA75170008 » | Inscrit    | 2019 | Image manquante Téléverser                                                      |
| Ateliers Berthier                                                               | 32 boulevard Berthier                                                        | 48° 53′ 33″ nord, 2° 18′ 34″ est | « PA00086731 » | Inscrit    | 1990 | Ateliers Berthier                                                               |
| Château des Ternes                                                              | 17, 19 rue Pierre-Demours 28 rue Bayen                                       | 48° 52′ 50″ nord, 2° 17′ 36″ est | « PA00086719 » | Inscrit    | 1949 | Château des Ternes                                                              |
| Crémerie-épicerie                                                               | 10 rue Gustave-Flaubert                                                      | 48° 52′ 53″ nord, 2° 17′ 55″ est | « PA00086720 » | Inscrit    | 1984 | Crémerie-épicerie                                                               |
| École normale de musique de Paris                                               | 76, 78 rue Cardinet 114 bis boulevard Malesherbes                            | 48° 53′ 02″ nord, 2° 18′ 32″ est | « PA00086721 » | Classé     | 1999 | École normale de musique de Paris                                               |
| Édicule Guimard de la station Monceau                                           | Boulevard de Courcelles                                                      | 48° 52′ 49″ nord, 2° 18′ 37″ est | « PA00086724 » | Inscrit    | 2016 | Édicule Guimard de la station Monceau                                           |
| Édicule Guimard de la station Rome                                              | boulevard des Batignolles                                                    | 48° 52′ 57″ nord, 2° 19′ 19″ est | « PA00086725 » | Inscrit    | 2016 | Édicule Guimard de la station Rome                                              |
| Édicule Guimard de la station Ternes                                            | Place des Ternes                                                             | 48° 52′ 41″ nord, 2° 17′ 55″ est | « PA00086726 » | Inscrit    | 2016 | Édicule Guimard de la station Ternes                                            |
| Édicule Guimard de la station Villiers                                          | Boulevard de Courcelles                                                      | 48° 52′ 52″ nord, 2° 18′ 54″ est | « PA00086727 » | Inscrit    | 2016 | Édicule Guimard de la station Villiers                                          |
| Édicule Guimard de la station Wagram                                            | Rue Brémontier avenue de Villiers                                            | 48° 53′ 03″ nord, 2° 18′ 13″ est | « PA00086728 » | Inscrit    | 2016 | Édicule Guimard de la station Wagram                                            |
| Église Notre-Dame-de-Compassion                                                 | 1 boulevard d'Aurelle-de-Paladines                                           | 48° 52′ 53″ nord, 2° 17′ 00″ est | « PA00086718 » | Classé     | 1929 | Église Notre-Dame-de-Compassion                                                 |
| Église Saint-Michel des Batignolles                                             | 1 place Saint-Jean 14 bis rue Saint-Jean                                     | 48° 53′ 20″ nord, 2° 19′ 28″ est | « PA75170007 » | Inscrit    | 2016 | Église Saint-Michel des Batignolles                                             |
| Église Sainte-Marie des Batignolles                                             | Place du Docteur-Félix-Lobligeois                                            | 48° 53′ 12″ nord, 2° 19′ 04″ est | « PA00086722 » | Inscrit    | 1975 | Église Sainte-Marie des Batignolles                                             |
| Église Sainte-Odile                                                             | 2, 2A avenue Stéphane-Mallarmé                                               | 48° 53′ 13″ nord, 2° 17′ 35″ est | « PA75170005 » | Inscrit    | 2001 | Église Sainte-Odile                                                             |
| Hôtel de Gunsburg                                                               | 7 rue de Tilsitt 2 avenue Mac-Mahon avenue de Wagram place Charles-de-Gaulle | 48° 52′ 30″ nord, 2° 17′ 42″ est | « PA00086723 » | Classé     | 1983 | Hôtel de Gunsburg                                                               |
| Hôtel Gaillard                                                                  | 1 place du Général-Catroux                                                   | 48° 52′ 54″ nord, 2° 18′ 37″ est | « PA75170003 » | Classé     | 1999 | Hôtel Gaillard                                                                  |
| Hôtel particulier                                                               | 68 rue Ampère                                                                | 48° 53′ 07″ nord, 2° 17′ 56″ est | « PA75170006 » | Inscrit    | 2007 | Hôtel particulier                                                               |
| Hôtel Gourron dit «Alvarez»                                                     | 23 ter boulevard Berthier                                                    | 48° 53′ 18″ nord, 2° 18′ 02″ est | « PA00086732 » | Inscrit    | 1990 | Hôtel Gourron dit «Alvarez»                                                     |
| Hôtel particulier (actuel lycée professionnel de haute couture et d'esthétique) | 9 rue Fortuny                                                                | 48° 52′ 55″ nord, 2° 18′ 22″ est | « PA75170001 » | Inscrit    | 1997 | Hôtel particulier (actuel lycée professionnel de haute couture et d'esthétique) |
| Immeuble                                                                        | 62-64 rue Boursault                                                          | 48° 53′ 08″ nord, 2° 19′ 06″ est | « PA75170004 » | Inscrit    | 2000 | Immeuble                                                                        |
| Immeuble                                                                        | 8 avenue de Verzy                                                            | 48° 52′ 52″ nord, 2° 17′ 15″ est | « PA75170002 » | Inscrit    | 1997 | Immeuble                                                                        |
| Salle Wagram                                                                    | 39, 41 avenue de Wagram 5 rue de Montenotte                                  | 48° 52′ 36″ nord, 2° 17′ 49″ est | « PA00086729 » | Inscrit    | 1981 | Salle Wagram                                                                    |
| Théâtre Hébertot                                                                | boulevard des Batignolles rue de Chéroy rue Léon-Droux                       | 48° 52′ 55″ nord, 2° 19′ 07″ est | « PA00086730 » | Inscrit    | 1974 | Théâtre Hébertot                                                                |
| Usine électrique                                                                | 53 rue des Dames                                                             | 48° 53′ 02″ nord, 2° 19′ 19″ est | « PA00086733 » | Inscrit    | 1992 | Usine électrique                                                                |